# オラフ・ノヴァク
オラフ・ノヴァク（Olaf Nowak 、1998年2月24日 - ）は、ポーランド・クラクフ出身のプロサッカー選手。ザグウェンビェ・ソスノヴィエツ所属。ポジションは、フォワード。

## クラブでの経歴
2020年7月30日、彼はザグウェンビエ・ソスノヴィエツに完全移籍し、2年契約を締結。2021年1月に双方の合意により退団

## 戦勝記録
ザグウェンビエ・ルビン II
IV リーグ 下シロンスク西部: 2016–17
ポーランドカップ (下シロンスク地方): 2016–17
ポーランドカップ (レグニツァ地方): 2016–17
ポドハレ・ノヴィ・タルグ
ポーランドカップ (ポドハレ地方): 2021–22